# ماريانو مارتينيز
ماريانو مارتينيز (بالفرنسية: Mariano Martínez)‏ مواليد 20 سبتمبر 1948 في برغش، هو دراج فرنسي سابق في صنف سباق الدراجات على الطريق.

## سجل النتائج

### سباقات أو مراحل فاز بها
- طواف فرنسا

## الميداليات
| الميدالية | المسابقة                                    |
| --------- | ------------------------------------------- |
| برونزية   | بطولة العالم لسباق الدراجات على الطريق 1974 |

## وصلات خارجية
- الموقع الرسمي

## روابط خارجية
- ماريانو مارتينيز على موقع أرشيف الدراجات (الإنجليزية)
- ماريانو مارتينيز على موقع إحصائيات الدراجات الإحترافية (الإنجليزية)
- ماريانو مارتينيز على موقع CycleBase (الإنجليزية)